# Religija na Cipru
Religija na Cipru zastupljena je s nekoliko vjerskih zajednica.

## Povijest
U starogrčka vremena ovdje je bila raširena starogrčka religija. Dolaskom Rimljana širi se rimska vjera. Cipar je jedno od mjesta gdje se kršćanstvo prvo proširilo. Pripadalo je bizantskom kršćanskom krugu a bilo je izloženo blizini monofizitskih Crkava s Bliskog Istoka. Rimokatoličanstvo ostavlja trag tijekom mletačke vlasti. Osmanskim osvajanjima širi se islam. Padom pod englesku krunu mali trag ostavlja i anglikanska Crkva.

## Vjerska struktura
Procjene koje navodi CIA za 2011. godinu govore o sljedećem vjerskom sastavu za područje Cipra pod nadzorom ciparske vlade:
- pravoslavni 89,1%
- rimokatolici 2,9%
- protestanti i anglikanci 2%
- muslimani 1,8% (suniti)
- budisti 1%
- ostali (maronitski kršćani, armenski kršćani, hinduisti) 1,4%
- nepoznato 1,1%
- nijedno i ateisti 0,6%

## Galerija
- Širenje kršćanstva u Europi i na Sredozemlju.
- Europa u doba velike podjele 1054. godine.
- Religija u Europi, na Sredozemlju i na Bliskom Istoku 1100.
- Religije u Europi 1560.